# Leptobrachella mjobergi
Leptobrachella mjobergi é uma espécie de anfíbio da família Megophryidae.
Pode ser encontrada nos seguintes países: Brunei, Indonésia e Malásia.
Os seus habitats naturais são: florestas subtropicais ou tropicais húmidas de baixa altitude, rios, plantações , jardins rurais e florestas secundárias altamente degradadas.
Está ameaçada por perda de habitat.